# Итанагар
Итанагар (хинди ईटानगर, англ. Itanagar) — город на северо-востоке Индии, административный центр штата Аруначал-Прадеш. Согласно индийскому законодательству, входит в состав округа Папум-Паре. Территория города и всего округа, как и бо́льшая часть штата Аруначал-Прадеш, является предметом территориального спора между Индией, Китайской Республикой (Тайванем) и Китайской Народной Республикой. При этом спорную территорию полностью контролирует Дели, а Пекин и Тайбэй претендуют на неё, называя "Южным Тибетом".
Высота над уровнем моря — 440 м
Население составляет 34 970 жителей (2001). Мужчины — 53 % от населения, женщины — 47 %. В Итанагаре средний показатель грамотности — 69 %, что выше чем в целом по Индии (59,5 %), грамотность среди мужчин — 75 %, среди женщин — 61 %. Возраст 15 % населения — менее 6 лет.
Климат дождливый, город находится в тераях, неподалёку (около 30 км) протекает река Брахмапутра, однако долина Брахмапутры находится уже в штате Ассам.

## История
Город был столицей династии Джитри в XI веке, под названием Майяпур.
Итанагар вместе с основной территорией современного индийского штата Аруначал-Прадеш оказался в составе Британской Индии в 1914 году согласно соглашению между Великобританией и Тибетом (Линия Мак-Магона).
Позднее, Итанар стал административным центром новообразованного штата Аруначал-Прадеш (что существует в современных границах с 1987 года). Округ Папум-Паре, к которому в настоящее время относится город, создан в 1999 году.

## Климат
| Показатель                     | Янв. | Фев. | Март | Апр. | Май | Июнь | Июль | Авг. | Сен. | Окт. | Нояб. | Дек. | Год  |
| ------------------------------ | ---- | ---- | ---- | ---- | --- | ---- | ---- | ---- | ---- | ---- | ----- | ---- | ---- |
| Средний максимум, °C           | 15   | 15   | 17   | 20   | 20  | 23   | 22   | 24   | 23   | 22   | 19    | 16   | 19,7 |
| Средний минимум, °C            | 8    | 9    | 13   | 15   | 16  | 20   | 18   | 19   | 18   | 17   | 12    | 8    | 14,4 |
| Норма осадков, мм              | 30   | 54   | 57   | 96   | 210 | 405  | 510  | 360  | 411  | 114  | 15    | 27   | 2289 |
| Источник: World Weather Online |      |      |      |      |     |      |      |      |      |      |       |      |      |

## Транспорт
Город связан регулярными комфортабельными автобусными рейсами с Гувахати (12 часов пути).
Фирма Pawan Hans организует вертолёты от Гувахати непосредственно до Итанагара три раза в неделю. 
Аэропорт Лилабари  в Ассаме находится 65 км от города, туда летают много самолётов из других городов Индии.
Ближайшая железнодорожная станция Хармути находится на расстоянии 33 км в Ассаме.
Крупная железнодорожная станция Северный Лакхимпур находится на расстоянии 60 км в Ассаме.

## Образование и экономика
- Северо-восточный Институт Науки и Технологии (Nirjuli)
- Аруначалский Университет (Doimukh)
- Общественное высшее училище Donyi-Polo Vidya Bhawan
- Государственная ферма свиноводства и птицеводства (Nirjuli)

## Достопримечательности
- Монастырь тибетского буддизма, построенный сравнительно недавно, его освятил лично Далай-лама XIV
- Храм буддизма тхеравады бирманского типа
- Итафорт, крепость XV века
- Государственный музей имени Джавахарлала Неру (краеведение, музыка, местное прикладное искусство, библиотека)
- Парк Индиры Ганди